# Quetzal-1

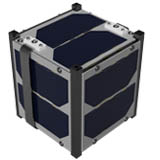
Il Quetzal-1

Quetzal-1 è il primo satellite del Guatemala.  
Il satellite, del tipo CubeSat, è stato realizzato dall'Universidad del Valle de Guatemala nell'ambito di un progetto per i Paesi emergenti finanziato dall'Ufficio delle Nazioni Unite per gli affari dello spazio extra-atmosferico con il supporto tecnico della JAXA. Il lancio è stato effettuato il 6 marzo 2020 dalla Vandenberg Space Force Base con un razzo vettore Falcon 9. Il satellite è stato trasportato sulla Stazione Spaziale Internazionale, da cui è stato collocato in orbita il 28 aprile 2020. Il satellite aveva a bordo una telecamera monocromatica dotata di quattro filtri ottici per riprendere immagini terrestri. 
Il satellite è rientrato nell'atmosfera il 1 marzo 2022.